# (39369) 2002 CE13
(39369) 2002 CE13 est un astéroïde troyen de Jupiter de 33,218 km de diamètre découvert en 2002.

## Description
(39369) 2002 CE13 a été découvert le 8 février 2002 à l'observatoire de Fountain Hills, une localité du comté de Maricopa en Arizona (États-Unis), par Charles W. Juels.

### Caractéristiques orbitales
L'orbite de cet astéroïde est caractérisée par un demi-grand axe de 5,16 ua, un périhélie de 4,85 ua, une excentricité de 0,06 et une inclinaison de 18,16° par rapport à l'écliptique. Du fait de ces caractéristiques, à savoir un demi-grand axe compris entre 4,6 et 5,5 ua et un périhélie inférieur à 0,3 ua, il est classé, selon la JPL Small-Body Database, astéroïde troyen de Jupiter du camp grec. Il est situé au point de Lagrange L4 du système Soleil-Jupiter.

### Caractéristiques physiques
(39369) 2002 CE13 a une magnitude absolue (H) de 11,0 et un albédo estimé à 0,058, ce qui permet de calculer un diamètre de 33,218 km. Ces résultats ont été obtenus grâce aux observations du Wide-field Infrared Survey Explorer (WISE), un télescope spatial américain mis en orbite en 2009 et observant l'ensemble du ciel dans l'infrarouge, et publiés en 2012 dans un article regroupant les caractéristiques de 478 astéroïdes troyens,.